# Лот, Ежи
Ежи Лот (пол. Jerzy Loth; 4 августа 1880, Варшава, Царство Польское, Российская империя — 30 сентября 1967, Варшава) — польский географ, этнограф, путешественник, спортивный деятель. Педагог, профессор, ректор.

## Биография
В 1917—1961 — профессор Варшавской школы экономики (в 1945—1946 — ректор), в 1921—1964 — профессор Варшавского университета.
Исследователь Африки, Северной и Центральной Америки (1903—1904). Жил среди индейцев мискито и сумо. В 1929 пересёк Африканский континент с юга на север.
В 1931 основал первый в Польше Ротари-клуб. Один из организаторов польского Географического общества. Член Славянского общества Польши.
В 1948—1961 — член Международного олимпийского комитета, позже — почётный член МОК. Соучредитель и президент Варшавского общества гребли, организатор первой гонки на Висле.
Президент Польского общества эсперантистов.
Автор целого ряда научных работ в области экономической и региональной географии.
Похоронен на Лютеранском кладбище Варшавы.

## Избранные труды
- Wykład geografii ekonomicznej ziem Polski w granicach przedrozbiorowych (1921),
- Zarys geografii politycznej (1925),
- Afryka Północna i Środkowa (в книге: Wielka Geografia Powszechna, 1928),
- Zarys dziejów rozwoju horyzontu geograficznego na tle historii odkryć (1928),
- Afryka (1936),
- Geografia gospodarcza Polski (1960),
- Geografia ekonomiczna ogólna (1959-60).